# Nina Ricci
Nina Ricci, vlastním jménem Maria Adélaïde Nielli (14. ledna 1883 v Turíně – 30. listopadu 1970 Paříž) byla italská módní návrhářka a zakladatelka stejnojmenného francouzského módního domu.

## Životopis
Maria Adélaïde Nielli se v roce 1895 přestěhovala se svými rodiči do Francie a vyučila se zde krejčovou. V roce 1904 se provdala za klenotníka Luigi Ricciho, se kterým měla syna Roberta. Od roku 1908 pracovala jako návrhářka v módním domě Raffin, kde se později stala obchodním společníkem. V roce 1932 založila se svým synem v Paříži vlastní podnik, který se po druhé světové válce rychle rozvinul. V roce 1946 vytvořil Robert Ricci první parfém Coeur Joie a v roce 1948 následoval L'Air du Temps. Začátkem 50. let se Nina Ricci stáhla z aktivního života a Robert Ricci vedl podnik do roku 1988, kdy zemřel.